# Liste der Monuments historiques in Les Islettes
Die Liste der Monuments historiques in Les Islettes führt die Monuments historiques in der französischen Gemeinde Les Islettes auf.

## Liste der Objekte
| Bezeichnung  | Beschreibung                          | Standort                                   | Kennzeichnung | Schutzstatus | Datum | Bild |
| ------------ | ------------------------------------- | ------------------------------------------ | ------------- | ------------ | ----- | ---- |
| Antependium  | Stoff, bestickt, 19. Jahrhundert      | in der Kirche Nativité-de-la-Vierge (Lage) | PM55001928    | Inscrit      | 1997  |      |
| Hostieneisen | Schmiedeeisen, bezeichnet 1609        | in der Kirche Nativité-de-la-Vierge (Lage) | PM55001327    | Classé       | 2000  |      |
| Kruzifix     | Holz, farbig gefasst, 16. Jahrhundert | in der Kirche Nativité-de-la-Vierge (Lage) | PM55001927    | Inscrit      | 1998  |      |